# 西条太陽光試験発電所
西条太陽光試験発電所（さいじょうたいようこうしけんはつでんしょ）は、愛媛県西条市西ひうちに設置されていた太陽光発電実験施設。

## 概要
通商産業省（現在の経済産業省）工業技術院が計画したサンシャイン計画に基づき設置された。
新エネルギー総合開発機構から四国電力と電力中央研究所が共同受託して、1981年9月建設に着手、1986年2月完成した。約4万平方メートルの敷地に2万7千枚、合計1千KWの太陽光発電パネルが設置され、太陽光発電の普及に向けた各種実験が行われた。
1982年2月17日に初めて発電に成功し、同年12月には、日本で初めて一般家庭で、“太陽光の灯”がともった。
1992年度に実験終了。太陽光パネルは四国電力の松山太陽光発電所に引き継がれて、当時の太陽光パネルの約3割が松山太陽光発電所で使われている。太陽光パネルはこの他、香川県高松市の産業技術総合研究所四国センターのビルの屋上などで活用されている。